# Palais des Beaux-Arts w Lille
Palais des Beaux-Arts w Lille (Pałac Sztuk Pięknych w Lille) – muzeum sztuki w Lille, jedno z największych i najstarszych muzeów we Francji, największe francuskie muzeum poza Paryżem.

## Historia
Muzeum zostało utworzone z inicjatywy Napoleona Bonapartego na początku XIX wieku jako element kampanii popularyzującej sztukę. Dekret Jean-Antoine’a Chaptala z 1801 roku wskazał 15 miast francuskich (wśród nich Lille), którym miały być przekazane dzieła przejęte (skonfiskowane, zagrabione, zdobyte) z kościołów francuskich i ziem okupowanych w okresie rewolucji francuskiej.
Duży wpływ na rozwój muzeum w jego pierwszych latach mieli malarze Louis Joseph Watteau i François Watteau, znani jako „Watteau z Lille”: Louis Joseph Watteau po raz pierwszy zinwentaryzował w 1795 roku dzieła skonfiskowane w czasie rewolucji, a jego syn François był zastępcą kuratora muzeum w latach 1808–1823.
Muzeum zostało otwarte w 1809 roku i początkowo mieściło się w jednym ze skonfiskowanych kościołów (który nota bene został później przekształcony w ratusz). W 1866 roku wchłonęło znaczącą kolekcję Jean-Baptiste’a Wicara, zwaną „Muzeum Wicara”.
W 1885 roku rozpoczęto budowę obecnej siedziby muzeum. Projekt, autorstwa Edouarda Bérarda (1843–1912) i Fernanda Etienne-Charles’a Delmasa (1852–1933) z Paryża, utrzymany był w stylu belle époque. Budowa została zakończona w 1892 roku. Budynek znajduje się na Placu Republiki naprzeciwko budynku prefektury. Był remontowany w latach 1991–1997. W ramach tej przebudowy utworzono nową powierzchnię wystawienniczą (700 m²) w przyziemiu, przeznaczoną na ekspozycje czasowe, jak i pomieszczenia umożliwiające wystawienie kolekcji XIX-wiecznych rzeźb i makiet miast, których ogromną kolekcję muzeum posiada.
Ogólna powierzchnia muzeum to 22 000 m², druga co do wielkości wśród muzeów francuskich (po Luwrze). Specjalizuje się w rzeźbie, malarstwie, rysunku, ceramice, można w nim oglądać m.in. dzieła: Rafaela, Donatella, Antoona van Dycka, Jamesa Tissota, Jacoba Jordaensa, Rembrandta, Goi, El Greca, Jacques-Louis Davida, Jean-Baptiste’a Camille’a Corota, Gustave’a Courbeta, Henriego de Toulouse-Lautreka, Eugène’a Delacroix, Rubensa, Auguste’a Rodina, Camille Claudel czy Jeana Chardina.

## Zbiory (niektóre dzieła)

### Starożytność, średniowiecze i renesans
- Dirk Bouts, Raj, ok. 1450
- Dirk Bouts, Piekło, ok. 1450

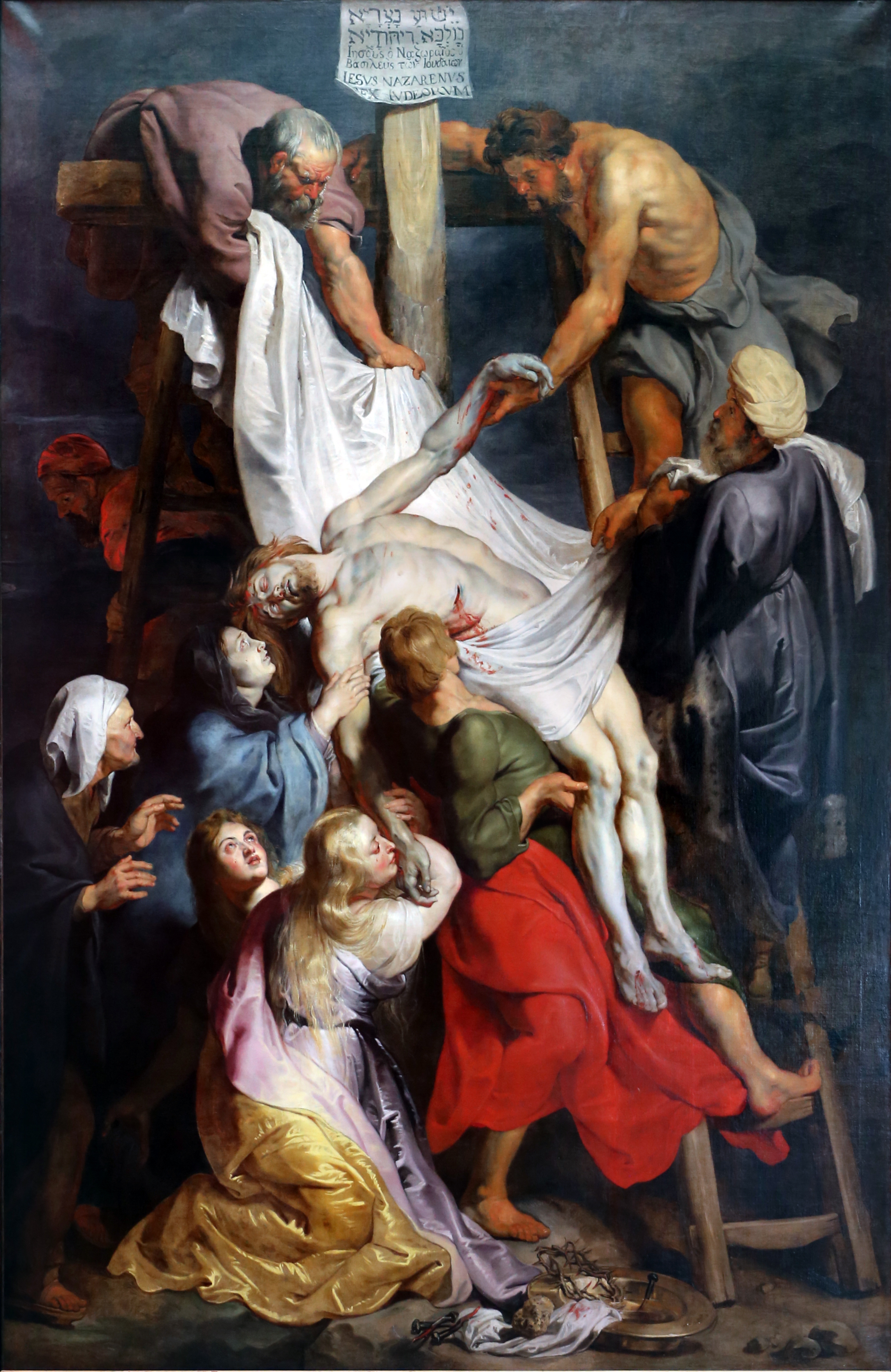
Rubens, Zdjęcie z krzyża

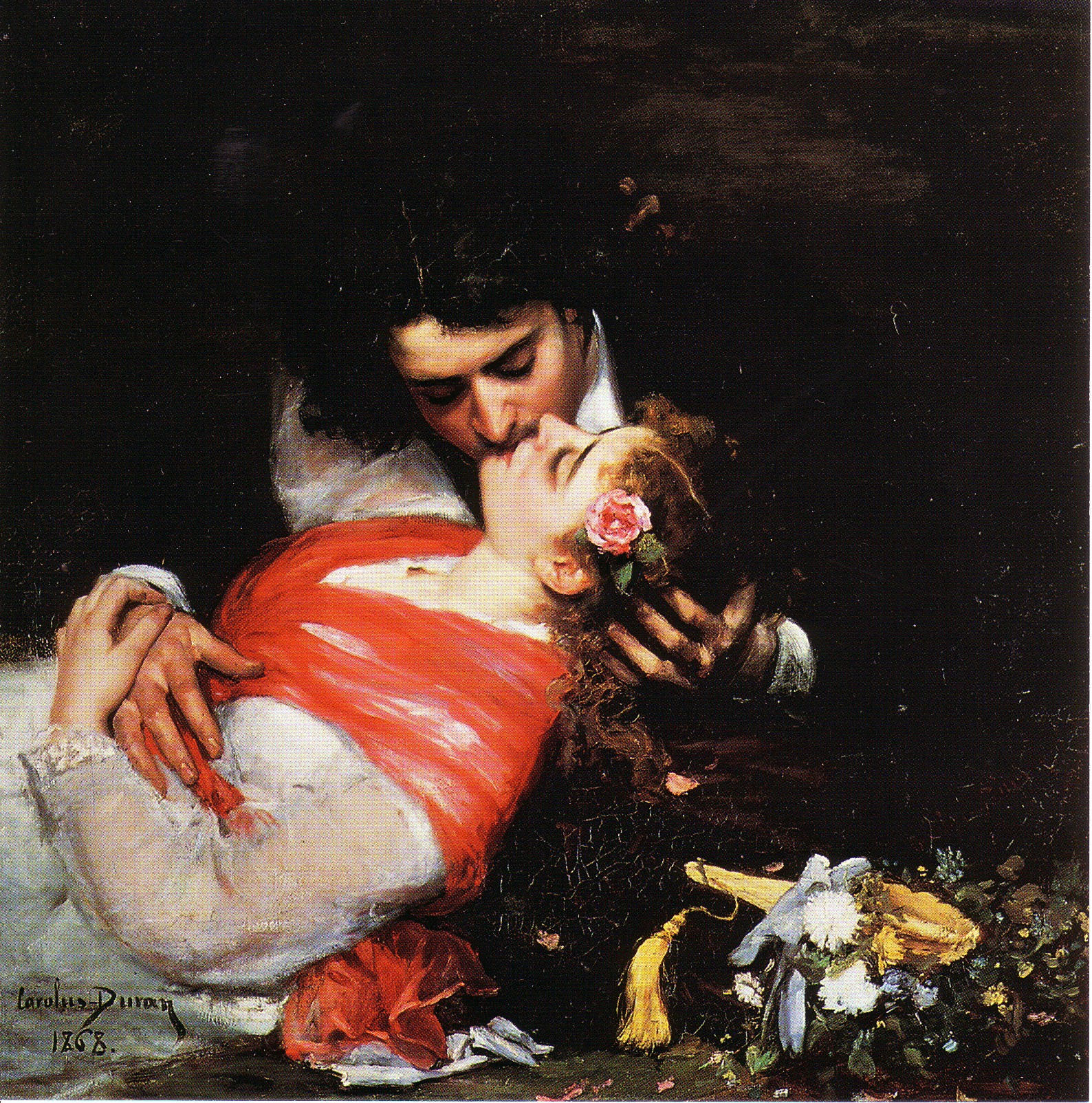
Carolus-Duran, Pocałunek

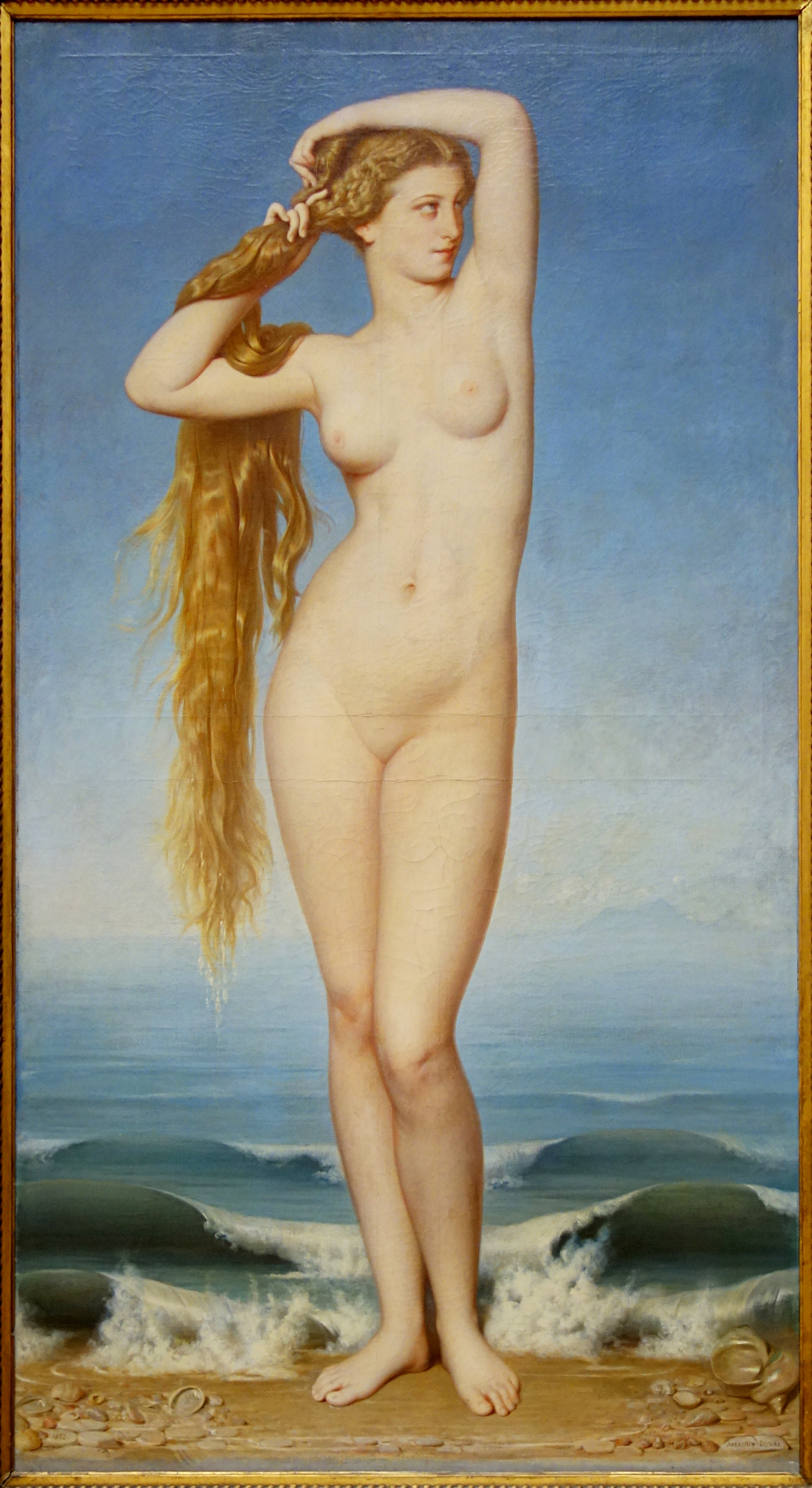
Amaury-Duval, Narodziny Wenus

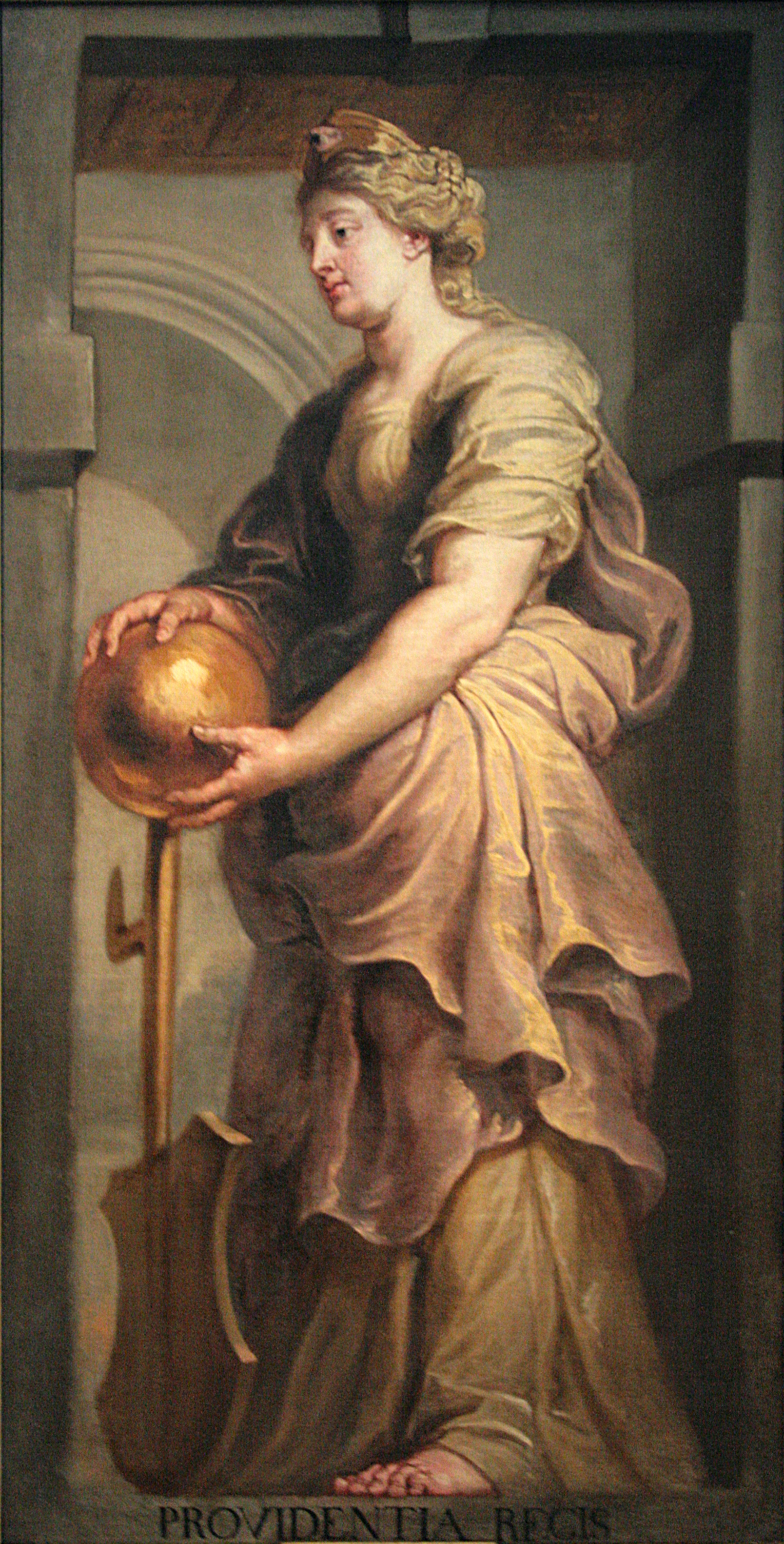
Jan van den Hoecke, Opatrzność króla (1635)

- Joos van Cleve, Madonna i śpiący Jezus, XVI w.
- Donatello, Uczta Heroda, ok. 1435
- Paolo Veronese, Wyobrażenie Raju

### Malarstwo XVII-wieczne
- Peter Paul Rubens, Zdjęcie z krzyża, ok. 1617
- Antoon van Dyck, Ukrzyżowanie, ok. 1631
- Jan Antonisz. van Ravesteyn, Portret kobiety, 1620
- Jacob Jordaens, Porwanie Europy, 1643

### Malarstwo XVIII- i XIX-wieczne
- Carolus-Duran, Kobieta w czerni, 1859
- Carolus-Duran, Śpiący mężczyzna, 1861
- Carolus-Duran, Pocałunek, 1868
- Carolus-Duran, Kobieta z psem, 1870
- Amaury-Duval, Narodziny Wenus, 1862
- Liévin de Winne, Portret Emile’a Bretona, dowódcy Mobile Suit w Pas-de-Calais
- Gustave Courbet, Podwieczorek w Ornans, 1848–1849
- Eugène Delacroix, Medea, 1838
- Cyprian Godebski, Perswazja
- Francisco Goya, List albo Młode kobiety
- Francisco Goya, Czas i staruchy, ok. 1808–1812
- Édouard Manet, Portret Berthy Morisot z wachlarzem
- Odilon Redon, Portret artysty, ok. 1880
- Jean Restout, Wieczerza w Emmaus, 1735
- Georges Seurat, Krajobraz Grandcamp, 1885
- Vincent van Gogh, Krowy
- Claude Monet, Ruszyły lody (La débâcle), 1880

### Malarstwo XX-wieczne
- Claude Monet, Poranek w Vetheuil, (1901)
- Claude Monet, Budynek Parlamentu w Londynie (Le Parlement de Londres), 1904
- Pablo Picasso, Olga au col de fourrure
- Ladislas Kijno, Portret,
- Fernand Léger, Motyl na kole

### Rysunek
- Rafael, Studium „Alba Madonna”. Siedzący mężczyzna w koszuli z odkrytymi ramionami, ok. 1511

### Kolekcja makiet

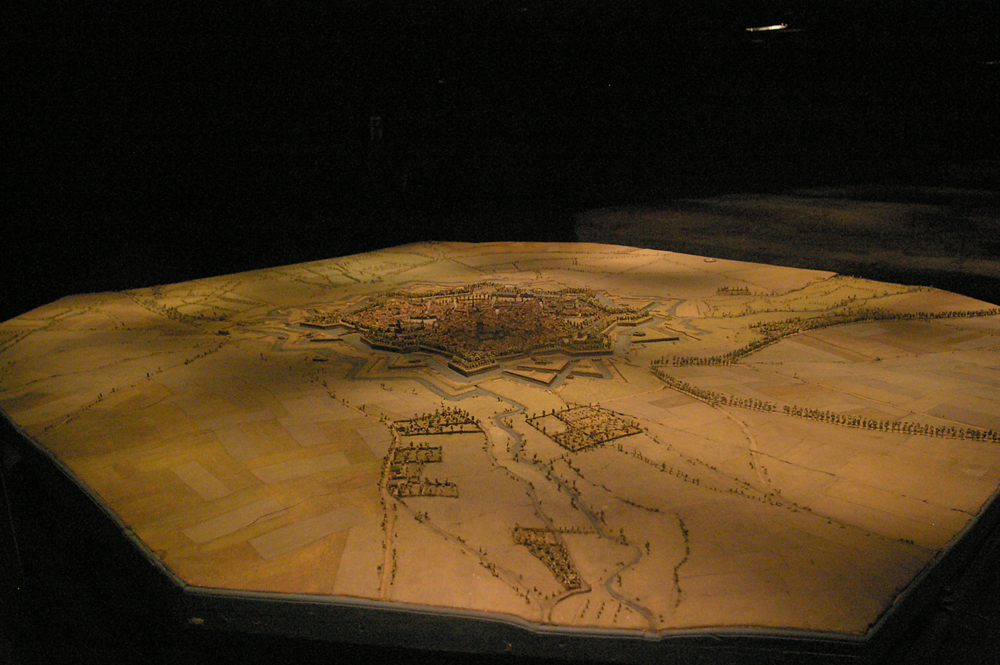
Makieta Ath

- Calais, Francja, 753 × 463 cm, skala 1:600 (1691)
- Charleroi, Belgia, 405 × 340 cm, skala 1:600 (1695)
- Ath, Belgia, 480 × 378 cm, skala 1:600 (1697)
- Ypres, Belgia, 944 × 548 cm, skala 1:600 (1698–1702)
- Bergues, Francja, 441 × 376 cm, skala 1:600 (1699)
- Tournai, Belgia, 654 × 580 cm, skala 1:600 (1701)
- Menen, Belgia, 542 × 372 cm, skala 1:600 (1702)
- Bouchain, Francja, 418 × 295 cm, skala 1:600 (1715)
- Lille, Francja, 440 × 400 cm, skala 1:600 (1740–1743)
- Aire-sur-la-Lys, Francja 590 × 467 cm, skala 1:600 (1743)
- Oudenaarde, Belgia, 548 × 416 cm, skala 1:600 (1747)
- Namur, Belgia, 776 × 650 cm, skala 1:600 (1747–1750)
- Maastricht, Holandia, 689 × 580 cm, skala 1:600 (1752)
- Gravelines, Francja, 460 × 373 cm, skala 1:600 (1756)
- Avesnes, Francja, 753 × 525 cm, skala 1:600 (1824–1826)

## Kuratorzy i dyrektorzy Palais des Beaux-Arts
- Albert Châtelet
- Arnaud Brejon de Lavergnée
- Alain Tapié
- Bruno Girveau (obecny)

## Wybrane wystawy czasowe
- Francisco Goya, 15 grudnia 1998 – 14 marca 1999
- Berthe Morisot, 10 marca – 9 czerwca 2002
- Carolus-Duran, 9 marca – 9 czerwca 2003
- Rubens, 6 marca – 14 czerwca 2004
- Philippe de Champaigne, 27 kwietnia – 15 sierpnia 2007
- Goya: Les Caprices (1799), 24 kwietnia – 28 lipca 2008